# UNetbootin
UNetbootin (Universal Netboot Installer)はLive USBを作成し、CDやDVD無しで様々なシステムユーティリティの起動や、多くのLinuxディストリビューションやオペレーティングシステムのインストールを行うことができるクロスプラットフォームなユーティリティである。

## モード

### USBインストール
このモードではブート可能な（Live USB）USBメモリやUSBハードディスクドライブを作成できる。
特徴としては
- クロスプラットフォーム(Windows、Linux、Mac OS X)である。
- SYSLINUXを用いた非破壊的な(デバイスをフォーマットしない)インストールが可能である。
- 主要なLinuxディストリビューションをサポート。例えばUbuntu、Fedora、openSUSE、CentOS、Debian、Gentoo、Linux Mint、Arch Linux、Mandriva、MEPIS、Slackwareをサポート。それ以外にもFreeDOS、FreeBSD、NetBSDにも対応している。
- OphcrackやBackTrack等のシステムユーティリティをロード可能。
- 他のOSでも、ダウンロードしたISOイメージやフロッピーディスク、ハードディスクのディスクイメージから起動可能。
- 全てのリムーバブルデバイスを自動的に認識。
- リブートしてもLive USB上で書きこまれたファイルを維持する機能に対応(この機能はUbuntuのみ)

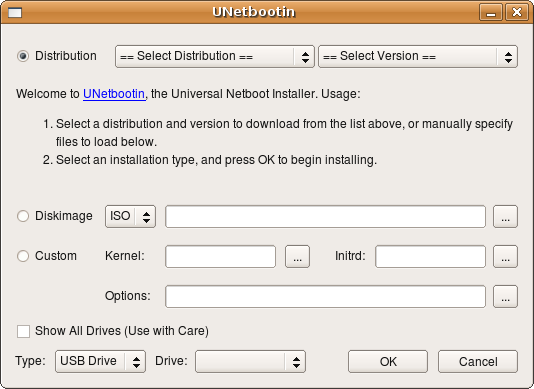
Ubuntu(Linux)上のUNetbootin

同一デバイス上への複数のインストールはサポートされていない。
UNetbootinに含まれているメタデータはとても古いので注意すべきである。例えば、ドロップダウンメニューで提供されている最新のLinux Mintはバージョン10であるが、公式の最新リリースはバージョン14である(2013年2月現在)。しかしながら、ユーザーが最初にISOイメージを手動でダウンロードすれば、UNetbootinは起動可能なLinux Mint 14のISOファイルをUSBデバイスに書き込むのに使用することができる。

### ハードドライブ・インストール
このモードはWin32-Loader (en)と同様にネットワークインストールもしくは"Frugalインストール"をCD無しで行うことができる。
UNetbootinの際立った特徴は多数のLinuxディストリビューションに対応していること、ポータビリティ、ISOイメージをふくむカスタムのディスクイメージをロードする能力、そしてWindowsとLinuxの両方に対応していることである。UbuntuのWubiと異なり、Win32-loaderと同様に、UNetbootinはディスクイメージではなくパーティションに対してインストールを行い、LinuxとWindowsのデュアルブート構成を行う。